# 墨尔本唐人街

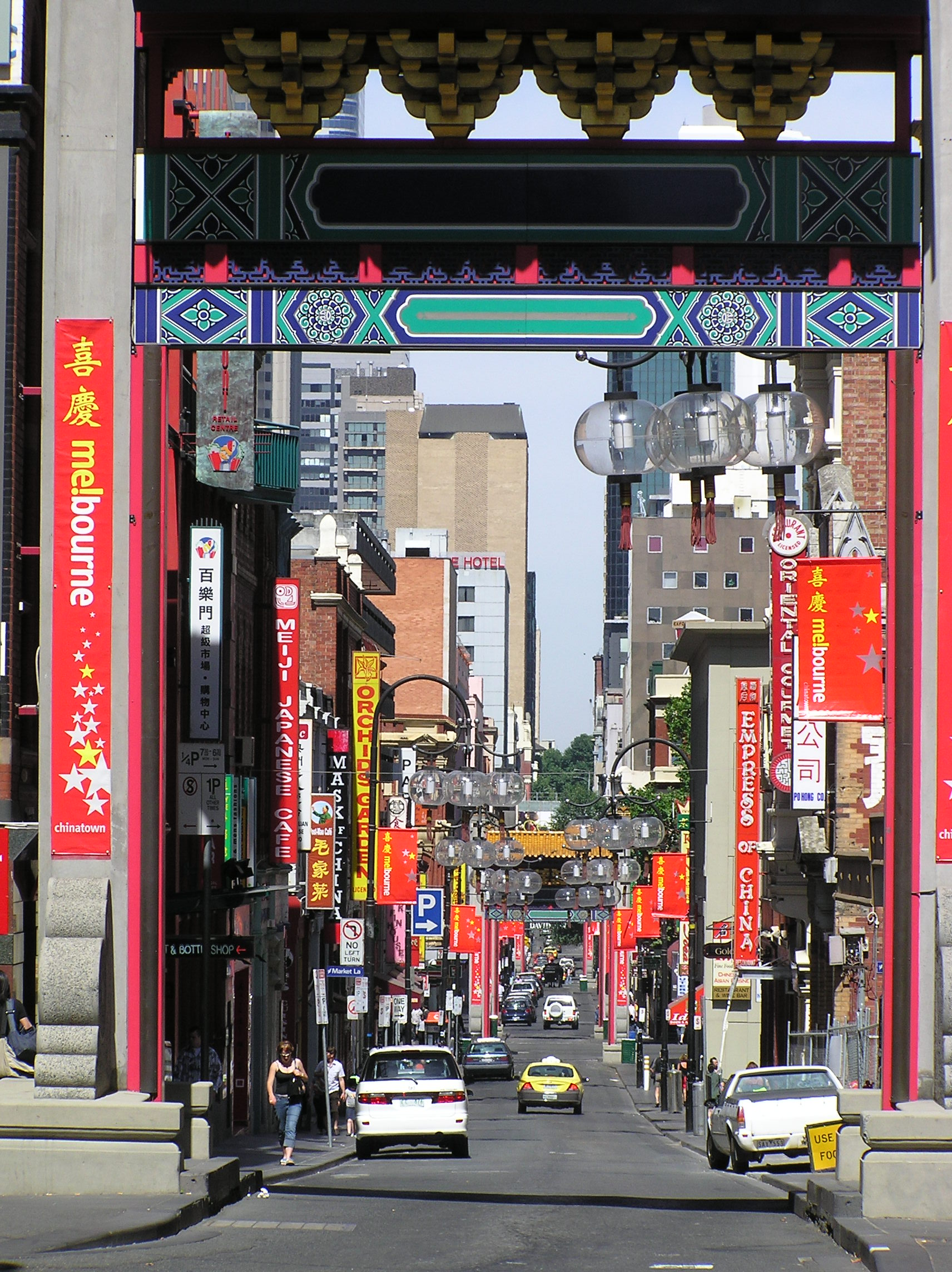
墨爾本唐人街牌坊

墨爾本唐人街(英語：Chinatown, Melbourne)，是澳洲維多利亞州墨爾本的一個唐人街，位於雅拉河以北，墨爾本大學及維多利亞街以南，墨爾本商業中心區內，一條名為小柏克街的單行路，是全澳最大和最古老的唐人街。
墨爾本唐人街是一條東西走向的單程路，沿行人路商店開設不少具唐人特色名字的食肆和地鋪，並在羅素街交通燈位，樹立兩幢紅色唐人街牌坊作為地標。

## 歷史

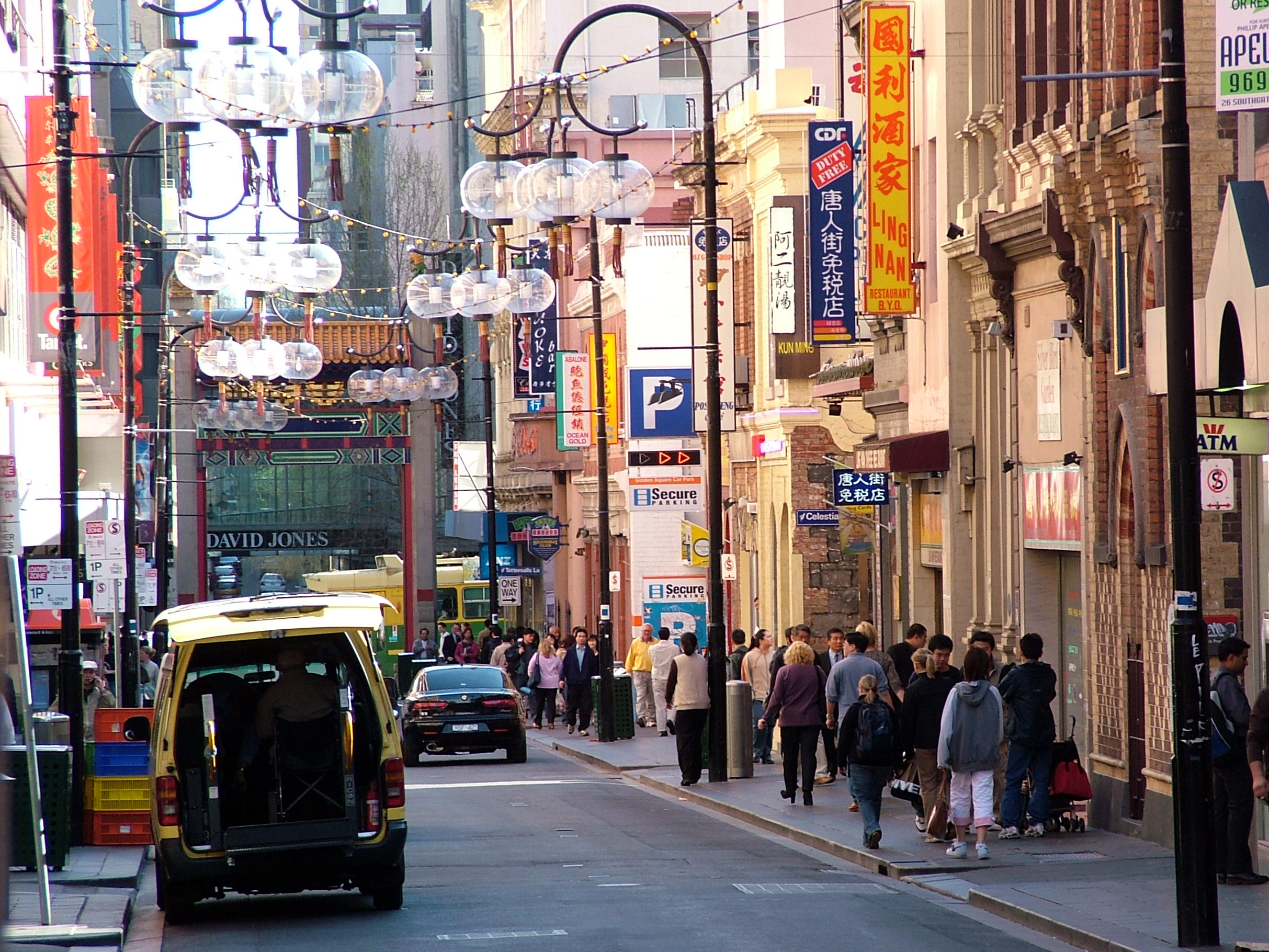
墨爾本唐人街

在1851年墨爾本唐人街已經出現，持續至現在，是澳洲的第一個唐人街。

## 近來發展
隨著時代的發展，進入1990年代後，墨爾本唐人街亦面對同其他多元文化大國唐人街相同的一個問題，即越來越多的華人社區出現在郊區，形成了多個華埠以外的華人商業中心，如：博士山、韋弗利谷等；導致了市中心的唐人街地位亦不如從前。
墨爾本唐人街於2012年被美國CNN評選為世界最佳唐人街之一，每年墨爾本唐人街亦會舉行世界上最大的龍舟賽事。